# MiG-27
Mikojan-Gurjevič MiG-27 (NATO naziv: Flogger-D/J) je sovjetski zrakoplov koji je imao ulogu napada ciljeva na tlu. Prvotno se proizvodio u SSSRu a kasnije licencirano u Indiji. Izgrađen je na temelju MiGa-23 ali je prilagođen za jurišne zadatke.

## Opis
MiG-27 je zadržao R-29B-300 motor MiGa-23BN no uklonjen je usisnik zraka s promjenjivom geometrijom. Općenito je zrakoplov olakšan za 300 kg što je ograničilo brzinu na Mach 1,7 te je dosta pojednostavilo zrakoplov i olakšalo njegovo održavanje. Pojačano je podvozje i podkrilni nosači oružja koji su sada mogli ponijeti 4000 kg tereta. Elektronika je uključivala novi PRnK-23 navigacijsko-napadački sustav s preciznijim digitalnim kontrolama. Podaci su pilotu predočavani na ASP-17VG-1 HUD-u te je ostatak kokpitske elektronike ostao nepromijenjen. Prvi let, MiG-27 je izveo 17. studenog 2972. s testnim pilotom Valeriyem Menitskiyem za kontrolama. Serijska proizvodnja je započela pred kraj 1973. u tvornici GAZ-124 u Irkutsku, Sibiru. U službu je ušao 1975. pritom dobivši NATO naziv Flogger-D, a do 1977. je napravljeno 360 zrakoplova.

### Oružje
MiG-27 je mogao ponijeti nevođena raketna zrna, napalm spremnike i FAB bombe. Sustav radio navođenja za Kh-23 raketu je zadržan a u lijevom krilu je ugrađena i kamera za bolje navođenje. Dvocjevni GSh-23L top je zamijenjen sa šestocijevnim gatling GSh-6-30 30 mm topom s brzinom pucanja od 5.000 metaka u minuti. Top je bio dosta ubojitiji od svog prethodnika a municiju od 300 metaka je uzimao iz prostora u središtu trupa. GSh-6-30 je očekivano imao dosta jak trzaj što je predstavljalo problem glede njegove integracije u MiG-27 te će i kasnije biti problem. 

## Inačice

### MiG-27K
MiG-27 je u proizvodnji nasljedila inačica MiG-27K koja je prvotno bila označena MiG-27BK. Uglavnom se radilo o istim osnovnim karakteristikama, no elektronika je dosta unaprijeđena. Ugrađen je PrNK-23SK sustav za navigaciju i napad s Kaira-23 laserskim označavačem mete što je olakšalo posao pilotu, novi radio, radarski visinomjer te moderiniji IPP-2-53 HUD. Osim unaprijeđene elektronike, MiG-27K je imao i manje oklopa koji je uklonjen s bokova pilotske kabine kako bi se povećala nosivost. Tijekom rata u Afganistanu to se nije pokazalo kao dobra ideja te je dodatni oklop uskoro ponovno vraćen kako bi se zaštitio pilot. Prvi let MiG-27K prototipa se odvio 30. prosinca 1974. s pilotom Aviardom Fastonetzom za kontrolama. Kako je nova elektronika bila dosta sofisticirana, proizvodnja je kasnila, tako da je MiG-27K u aktivnu službu ušao 1980. s ukupno 197 napravljenih zrakoplova. Razvijana je i nenaoružana izvidnička inačica MiG-27R koja je imala kamere u nosu i elektroničku opremu iza kokpita, no nikada nije izrađena. MIG-27K je dobio NATO oznaku "Flogger J-2".

### MiG-27M
Kako je MiG-27K bio dosta složen zrakoplov, krenulo se u izradu pojednostavljene inačice koja je dobila oznaku MiG-27M. Dio napredne elektroničke opreme je zadržan no ugrađen je i jednostavniji i jeftiniji PrNK-23M napadačko/navigacijski sustav. Prvi let MiGa-27M se odvio u travnju 1976. a u proizvodnju je krenuo 1978. u tvornici Ulan Ude. Do 1982. napravljena su 162 zrakoplova. MiG-27M se licencno proizvodio u Indiji, a ugovor o proizvodnji s Hindustan Aircraft Limited je potpisan sredinom 80-ih. Prvi licencno proizvedeni MiG-27 je poletio 11. siječnja 1986. a do 1996. je napravljeno 165 zrakoplova koji se negdje spominju i pod oznakom MiG-27ML.

## Povijest korištenja
Upotreba MiG-27 u svojetskoj službi je bila dosta ograničena. U ratu u Afganistanu se već koristio Su-17, tako da je logistički bilo nepotrebno dovoziti novi tip zrakoplova. No konačno je 1988. u Afganistan poslano 36 MiG-27M u zračnu bazu Shinand. Uglavnom je korišten za bombardiranja s velikih visina prilikom sovjetskog povlačenja 1989. GSh-6-30 top se u praksi nije pokazao kao efektivan; bilo je to impresivno oružje, no jak trzaj prilikom pucanja je često dovodio i do oštećenja zrakoplova. Problem se pokušao rješiti smanjenjem brzine pucanja na 4.000 metaka u minuti, no ni te izmjene nisu pomogle. Često se događalo da prilikom paljbe dođe do pucanja svijetala na podvozju, što je uvelike otežavalo slijetanje noću. Česti su bili i problemi s održavanjem jer je top bio sklon koroziji, a i pri dužoj paljbi često je dolazilo do zaglavljenja metka.
Nakon raspada SSSR-a, flota MiGova-27 je povučena u ranim 90-ima kao posljedica ekonomskih mjera. Kao zamjena su korišteni Su-24 i Su-25, no i danas neki dovode u pitanje tu odluku jer je MiG-27 bio dosta kvalitetan i isplativ zrakoplov. Nekoliko bivših članica SSSR je posjedovalo MiG-27. Kazahstan ga je koristio kao dnevnog lovca naoružanog s R-60M raketama; Ukrajina je posjedovala 49 zrakoplova koji nisu ušli u službu a sedam ih je 2000. prodano Šri Lanki. Odmah su ušli u službu te su korišteni u borbama protiv Tamilskih Tigorva. Jedan zrakoplov je uništen u napadu na tlu 2001. a dva su izgubljena u nesrećama.
U kasnim 90-ima, Mikojan je promovirao paket unaprijeđenja s poboljšanim motorima, novom elektronikom te kompatibilnost s najmodernijim naoružanjem. Na početku nitko nije bio zainteresiran, no 1999. Indijci su odlučili unaprijediti svoje zrakoplove. Nadogradnja je uključivala produženje životonog vijeka do 2020., izraelski napravljen HUD, GPS, pomoćne radio veze te navigacijski sustav (motori nisu unaprijeđivani). Prvi let poboljšanog zrakoplova je bio 25. ožujka 2004. a dostave Indijskom zrakoplovstvu su počele 2006.

## Korisnici
- Afganistan
- Indija
- Irak
- Iran
- Kazahstan
- Rusija
- Šri Lanka
- Sirija
- Ukrajina (povučeni)

## Tehničke karakteristike
Osnovne karakteristike
- posada: 1
- dužina: 17,1 m
- raspon krila: 13,8 m (raširena)
- površina krila: 

  - 37,35 m2 (raširena)
  - 34,16 m2 (strijela)
- visina: 5 m

Letne karakteristike
- najveća brzina: Mach 1,77 (1,885 km/h)
- dolet: 2.500 km
  - borbeni dolet: 780 km
- brzina penjanja: 200 m/s
- najveća visina leta: 14.000 m
- specifično opterećenje krila: 605 kg/m2
- motor: 1x Khatchaturov R-39-300 s naknadnim izgaranjem

Naoružanje
- naoružanje:
- 1 x GSH-6-30 mm gatling strojnica
- spojišta za ukupno 4.000 kg različitog naoružanja